# 卫氏棘花鮨
卫氏棘花鮨（学名：Plectranthias wheeleri）为鮨科棘花鮨属的鱼类，又名威氏棘花鲈、雜斑棘花鮨。分布于台湾高雄等。该物种的模式产地在苏拉威西岛、印度尼西亚。